# Джерело «Лісове» (Сокиряни)
Джерело «Лісове» — гідрологічна пам'ятка природи місцевого значення. Розташована на території Сокирянської сільської ради Гайсинського району Вінницької області. Оголошена відповідно до Рішення Вінницького облвиконкому від 29.08.1984 р. № 371. Охороняється давнє джерело ґрунтової води в залізній балці, яке існує 90 років і живить ставок. 